# 秩父橋
秩父橋（日语：／ Chichibu bashi */?）位於日本埼玉縣秩父市，是埼玉縣第一座斜張橋，日本国道299号與埼玉縣道44號秩父兒玉線從該橋橫跨荒川連接阿保町與寺尾兩地。現在通稱的秩父橋指1985年（昭和60年）竣工開通的第三代秩父橋，可供車輛雙向通行，第一代橋梁的橋墩遺跡與1931年（昭和6年）竣工的第二代橋梁位於下游不遠處。目前，第二代橋梁仍可供行人通行，為區別第三代橋梁而通稱舊秩父橋。

## 背景
秩父橋建設至今已有上百年的歷史，明治時代開通的秩父新道就已途經此地跨越荒川，該道是前往小鹿野、兒玉等地的交通要道之一。雖然秩父橋承載的公路名稱為「國道」，但該橋主要由埼玉縣管理，該公路也被埼玉縣指定為「第一次特定緊急輸送道路」。西武觀光巴士的小鹿野線與秩父吉田線兩條公車路線也途經此橋，位於荒川右岸一側的「秩父橋站」與左岸一側的「札所二十番入口站」為最靠近該橋的兩個公車站點。
秩父橋於1985年（昭和60年）被選為土木學會田中獎的獲獎作品之一:225，同時該橋也入選「日本百名橋」及「關東地域橋百選」。1999年（平成11年），舊秩父橋與第一代秩父橋遺跡一同被列入埼玉縣指定有形文化財。其後於2005年（平成17年），舊秩父橋被日本土木學會選為「近代土木遺產2800選B級（縣指定文化財級）」。

## 設計
第三代秩父橋是一座單塔斜張公路橋，竣工於1985年（昭和60年）:225，全長153.153公尺:225:4, 5, 200, 201，全寬11.5公尺:4, 5，有效寬度10公尺（車道8.0公尺、人行道2.0公尺）:4, 5，最大跨度152公尺:4, 5，路面橫斷坡度（横断勾配）約為1.5％（人行道約2％），距荒川河口120.6公里。唯一的倒「Y」字型橋塔高40公尺:225:4, 5，立於荒川左岸。主鋼纜總共六對十二股，由多根直徑7毫米之鋼絲捆紮而成，外包覆聚乙烯管保護:4, 5，以扇型的形式伸向右岸拉起鋼箱梁主構件:227:4, 5:72, 73；但該橋拉索並不以橋塔對稱，另一側僅有四股不成對的鋼纜，固定於左岸的錨定上作為橋塔的後拉索。該地河岸兩側均為河階地形 ，秩父橋的橋面就直接架於兩岸河階的階地面上。相較於第一代與第二代橋梁橋體垂直於河面的設計，第三代橋梁則與河道成45度角，較為注重道路的線形。由於橋梁結構設計相當特殊，因此需定期使用經緯儀檢查橋塔傾角。

## 歷史
在第一代秩父橋建成以前，該地曾有一處名為「簗場渡船」（簗場の渡し）或稱「寺尾渡船」（寺尾の渡し）的私設渡船場:72, 73:39, 73:214，位於第一代橋梁的上游處:39, 73。該渡船場何時開始使用目前尚無法確定，但位於附近的岩之上堂於1742年（寬保2年）的記載中曾提及渡船:72, 73，所以可以確定的是該渡船場在當時就已經存在。於1818年（文政11年）冬季減水期時，該地搭建了一條長15間（約27.27公尺）的臨時土橋取代了渡船的功能:72, 73:39, 73。

### 第一代橋梁

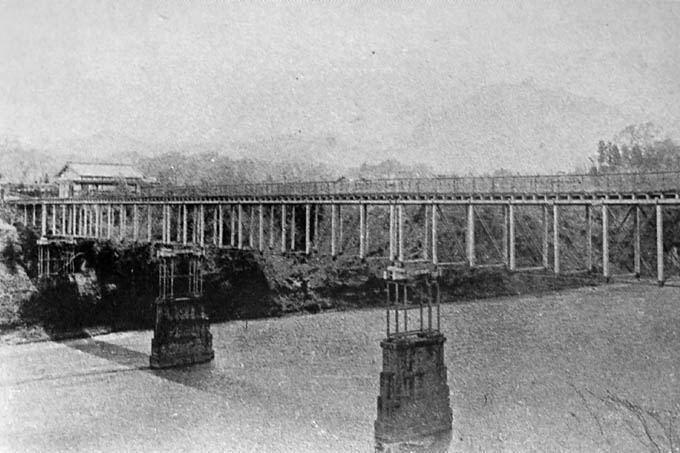
第一代秩父橋舊照

該橋承載的秩父新道（相當於現在的埼玉縣道44號秩父兒玉線）於1883年（明治16年）開工，並於1886年（明治19年）4月18日開通。盡管因秩父事件的影響，財政正處於相當緊張的時期，但第一代秩父橋還是順利在1885年（明治18年）12月竣工，並於翌年1月16日舉行開通典禮:872。
第一代秩父橋是一條木鐵混和的五跨桁架橋:225:1074-1150，高7丈2尺（約21.8公尺）:64，全長83間（142.12公尺）:64，全寬4.24公尺，大致位在第二代橋梁上游30公尺處。該橋共有三個主跨度與兩個側跨度，合計五個跨度，主跨度為36.4公尺，側跨度則為18.18公尺。橋梁由齋藤組負責施工，建設總花費大約3萬日圓:64。橋梁桁架使用大瀧村產的木材搭建:72, 73，而橋墩的部分則是使用小鹿野町產的岩殿澤石砌成。在設計方面，為了使橋面與道路面保持於同一高度，又在石製橋墩上搭建木製立柱架起橋梁主體:72, 73。
第一代秩父橋目前僅存石製的橋墩還有保留，其餘木製立柱與桁架橋梁主體的部分均已消失。1985年（昭和60年），在建設第三代秩父橋的基礎工程中，於河床上發現了第一代橋梁的兩個橋名柱，發掘之後將其保留在左岸的「秩父橋小型公園」內，橋墩和橋名柱也在1999年（平成11年）3月19日與第二代橋梁一同被列入埼玉縣指定有形文化財。

### 第二代橋梁
第二代秩父橋是一條鋼筋混凝土拱橋:225, 227，於1930年（昭和5年）開工，並於1931年（昭和6年）竣工:225，同年5月正式開通。全長134.6公尺:225，全寬6.8公尺，有效寬度6公尺，橋面距河面高約21公尺:72, 73。該橋有三個長度約為35公尺的圓拱主跨度:225，而位於橋梁兩側又各有一個長約10.5公尺的側跨度:72, 73，合計共五個跨度。橋墩的位置就在第一代橋墩正下游的不遠處，其基礎下挖河床兩公尺並灌注混凝土露出河面。由於原先的設計是作為公路橋使用，所以當時橋梁的鋪面使用的是瀝青:182，與現在所見到的樣貌較為不同。同第一代秩父橋，一樣是由齋藤組負責施工建造，工程總花費94500日圓:182。該橋原使用的是鋼製欄杆，但之後因戰時的金屬類回收令和橋燈一同撤去，換為混凝土製的欄杆。
在第三代秩父橋竣工後，第二代秩父橋也完成了身為道路橋的使命。但該橋深受當地民眾的喜愛，也被認為是秩父地區的象徵之一:44, 45，因此決定保留下來作為土木工程的實體資料，管理權也從原來的埼玉縣移交給秩父市。秩父市在其後將橋梁重新整治，把被替換的欄杆和橋燈都恢復為戰前完工時的樣貌，同時也把橋梁原來提供汽車行駛的瀝青鋪面撤去，將其改建為人行橋:225。該橋於1999年（平成11年）3月19日與第一代秩父橋遺跡一同被列入埼玉縣指定有形文化財。其後，舊秩父橋也被土木學會選為「近代土木遺產2800選B級（縣指定等文化財級）」。近年來，該橋已有明顯的老化，有部分混凝土剝離致使主梁與拱肋鋼筋暴露的情況出現。於2016年（平成28年）已初步進行法定檢查，診斷結果為「III早期處置階段」（III早期措置段階）。2019年（令和元年）8月6日又再次進行了檢查，此次是直接由國土交通省派員進行診斷。

### 第三代橋梁

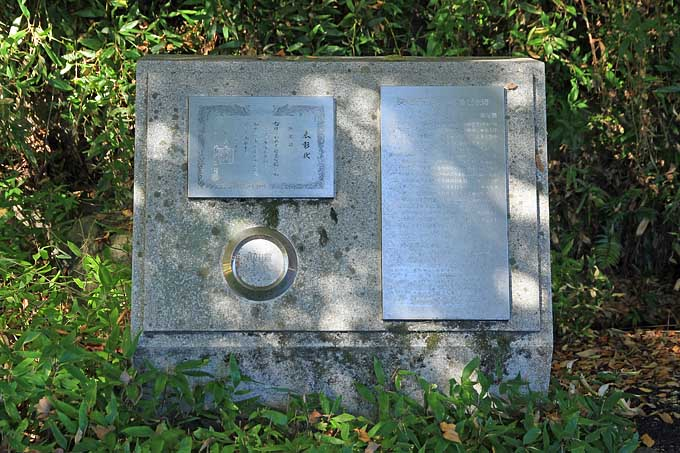
「田中獎」獲獎紀念碑

由於第二代橋梁逐漸老化，加上車輛有大型化的趨勢造成雙向通行的困難，且為了應付日趨增大的交通流量，因此決定新建第三代橋梁來替代舊橋梁的功能:44, 45。該橋由五十畑弘擔當設計，在建造前有事先進行風洞測試探討空氣動力學對於橋梁的影響，並曾研討是否須設計加裝整流設施。但若橋面與河面不成直角，便無須添加這些特殊設施，也因此橋面與河面的角度被設計成45度，成為現今所見的樣貌。由於斜張橋的斜拉索對於橋體主構件的斜向拉力會產生永久的水平反力，故有設計水平伸縮可動裝置。此外，工程還分別在右岸及左岸分別建設70公尺與10公尺的連貫道路，使線型相較於舊秩父橋的直角轉彎更加連貫緩和。
第三代秩父橋於1980年（昭和55年）開工:31，由日本鋼管（現JFE工程公司）:200, 201與齋藤組共同負責施工建造，工程採懸臂法使用纜索起重機架設橋梁主體:4, 5，並順利於1985年（昭和60年）9月竣工:225，總工程花費約為12億900萬日圓:31。該橋橋塔的部分採用的是鋼筋混凝土:4, 5，而橋體的部分則是採用鋼箱梁:4, 5，乃日本首座鋼製複合式斜張橋:72, 73，完工時亦是日本全國第25座、埼玉縣第1座斜張橋 。至此，距第一代秩父橋竣工也已經經過了一百年的歲月:225。
竣工當年9月至翌年2月的6個月間，橋梁上設置了測試與測量設備，進行振動測試並觀察該橋抗風性。橋梁正式的開通儀式於1985年（昭和60年）12月21日上午11時在右岸舉辦，並於同日下午2時正式開放使用。該橋開通後成立了「秩父橋竣工紀念實行委員会」，並在「秩父橋小型公園」內設置了新秩父橋紀念碑，於1986年（昭和61年）4月19日正式揭幕。此外，公園內還設有從河床發掘出的第一代秩父橋橋名柱。1985年（昭和60年），第三代秩父橋由於在技術與工程管理上的表現，獲得了當年度土木學會田中獎，並在「秩父橋小型公園」內設立了「田中獎」獲獎紀念碑。

## 文化影響
浦山水壩壩頂的拱形構造，其設計靈感來源就是舊秩父橋。位於秩父站附近的秩父道之驛有在派發埼玉縣發行的秩父橋橋卡，只要完成指定項目就可領取，橋卡上附有橋梁的照片以及相關數據。
2011年（平成23年）深夜電視動畫《我們仍未知道那天所看見的花名。》在富士電視台的noitaminA播出，該動畫以秩父市作為故事主要的舞台，出現了不少真實存在的建築物及街景。而秩父橋與舊秩父橋就是作品中的重要場景之一，也因此吸引了不少動漫迷前往朝聖巡禮。此外，2015年（平成27年）同名改編真人電視劇在同台播出，播出前演員名單也是在舊秩父橋發表公布。

## 自殺
秩父市每年有不少人選擇以跳橋的方式結束自己的生命，也因此秩父市在市內多個主要橋梁的欄杆上設置「自殺預防標語看板」。秩父橋也是設置橋梁之一，標語設置於步道的欄杆上。